# Ånge
Ånge este un oraș în Suedia.

## Demografie
| \| Evoluția demografică a zonei urbane Ånge, 1970–2015 \| Evoluția demografică a zonei urbane Ånge, 1970–2015 \| Evoluția demografică a zonei urbane Ånge, 1970–2015 \| Evoluția demografică a zonei urbane Ånge, 1970–2015 \| Evoluția demografică a zonei urbane Ånge, 1970–2015 \| \| --------------------------------------------------------------------------------------- \| --------------------------------------------------- \| --------------------------------------------------- \| --------------------------------------------------- \| --------------------------------------------------- \| \| An \| \| \| Locuitori \| \| \| 1970 \| 1970 \| \| 3.874 \| 3.874 \| \| 1975 \| 1975 \| \| 3.760 \| 3.760 \| \| 1980 \| 1980 \| \| 3.624 \| 3.624 \| \| 1990 \| 1990 \| \| 3.387 \| 3.387 \| \| 1995 \| 1995 \| \| 3.301 \| 3.301 \| \| 2000 \| 2000 \| \| 3.057 \| 3.057 \| \| 2005 \| 2005 \| \| 2.956 \| 2.956 \| \| 2010 \| 2010 \| \| 2.872 \| 2.872 \| \| 2015 \| 2015 \| \| 2.889 \| 2.889 \| \| Sursa: SCB - Statistika Centralbyrån, Folkmängden per tätort. Vart femte år 1960 - 2016 \| \| \| \| \| |      |  |           |       |
| Evoluția demografică a zonei urbane Ånge, 1970–2015 |      |  |           |       |
| An |      |  | Locuitori |       |
| 1970 | 1970 |  | 3.874     | 3.874 |
| 1975 | 1975 |  | 3.760     | 3.760 |
| 1980 | 1980 |  | 3.624     | 3.624 |
| 1990 | 1990 |  | 3.387     | 3.387 |
| 1995 | 1995 |  | 3.301     | 3.301 |
| 2000 | 2000 |  | 3.057     | 3.057 |
| 2005 | 2005 |  | 2.956     | 2.956 |
| 2010 | 2010 |  | 2.872     | 2.872 |
| 2015 | 2015 |  | 2.889     | 2.889 |
| Sursa: SCB - Statistika Centralbyrån, Folkmängden per tätort. Vart femte år 1960 - 2016 |      |  |           |       |